# Michael Heinrich Horn

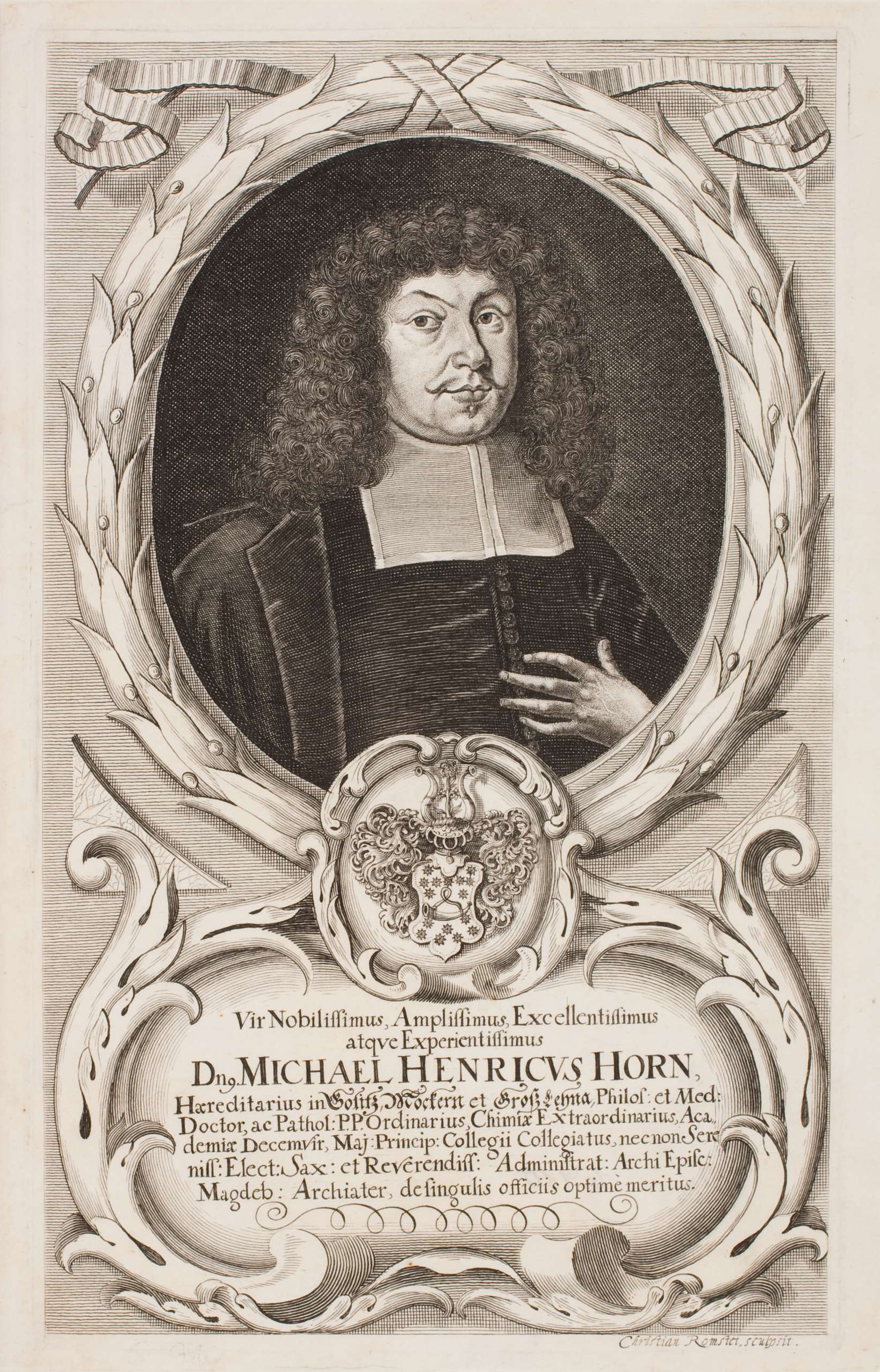
Michael Heinrich Horn, Kupferstich von Christian Romstet

Michael Heinrich Horn (* 19. August 1623 in Heringen/Helme; † 16. Oktober 1681 in Leipzig) war ein deutscher Chemiker und Mediziner. Er gilt als Wegbereiter der Chemie an der Universität Leipzig.

## Leben
Michael Heinrich war der Sohn des Heringer Stadtpfarrers Johannes Horn (* 5. April 1590 in Schwartzenborn; † 20. Juli 1648 in Heringen) und der Magdalena (* 1601 in Frankenhausen; † 6. Mai 1639 in Heringen), der Tochter des gräflich-schwarzburgischen Kornschreibers von Franckenhausen Heinrich Kroborn und der Magdalena, Tochter des Archidiakons von Frankenhausen Johann Jüngling. Er besuchte die Schule in Heringen, 1639 das Gymnasium in Eisleben und später die Schule Arnstadt, wo er sich die Grundlagen für ein Hochschulstudium erwarb.
1646 bezog er die Universität Jena, wo er zunächst ein philosophisches Studium absolvierte und 1650 den akademischen Grad eines Magisters der Philosophie erwarb. Aufbauend auf sein philosophisches Grundstudium betrieb er medizinische Studien. Dazu begab er sich zu Philipp Grüling (1593–1667) nach Stolberg, war bei Ecchard Leichner (1612–1690) in Erfurt und wurde Assistent bei Johannes Hoppius (1616–1654) in Leipzig.
1654 trat er eine größere Gelehrtenreise an. Nachdem er sich ein halbes Jahr an der Universität Leiden aufgehalten hatte, reiste er über Flandern und Brabant 1655 nach England und war danach ein halbes Jahr in Paris. Von da begab er sich nach Italien, wo er Venedig besuchte und nach fünfmonatigem Aufenthalt an der Universität Padua 1656 zum Doktor der Medizin promoviert wurde. Über Stationen in Mailand, Wien, Prag und Breslau kehrte er nach Leipzig zurück und übernahm dort 1657 eine eigene Praxis.
Sein Ruf drang bis zum sächsischen Hof, sodass er zum Leibarzt des Kurfürsten Johann Georg II. von Sachsen und des Administrators des Erzstifts Magdeburg August von Sachsen-Weißenfels berufen wurde. Nach Augusts Tod 1680 erneuerte dessen Sohn, Johann Adolf I., die Bestallung von Horn. Nebenher setzte Horn seine Hochschulambitionen an der Universität Leipzig fort. 1668 wurde er als erster Chemiker außerordentlicher Professor der Chemie an der Hochschule und suchte in dieser Funktion, die verheerenden Epidemien seiner Zeit wie Typhus und Pest zu bekämpfen.
Nach dem Tod von Siegmund Ruprecht Sultzberger (um 1628–1675) wurde er 1675 zum ordentlichen Professor der Pathologie an der medizinischen Fakultät bestellt, kurz darauf war er Kollegiat am großen Fürstenkollegium, Decemvir der Universität, Dekan der medizinischen Fakultät und im Wintersemester 1677 Rektor der Alma Mater. Schließlich wurde er Erb-, Lehn- und Gerichtsherr in Gohlis, Möckern und Großlehna. 1676 veröffentlichte er die gesammelten Schriften seines ehemaligen Lehrers Philipp Grüling zu Arzneimitteln, der Pest und zu Kinderkrankheiten und verfasste dazu ein Vorwort.
Seine Nachfahren ließen ihm 1686 ein mächtiges Epitaph mit einer Bildnisbüste errichten, das dem aus Kassel stammenden Johann Caspar Sandtmann als Schöpfer zugeschrieben wird.

## Familie
Horn war zweimal verheiratet. Am 26. April 1658 schloss er seine erste Ehe mit Rosina Burchard (* 2. Oktober 1629 in Leipzig; † 18. August 1659 ebenda), der Tochter des Archidiakons an St. Thomas und Doktors der Theologie Mauritius Burchard (* 10. Mai 1586 in Döbeln; † 15. Juli 1637 in Leipzig) und dessen Ehefrau Catharina Becker († 19. Juni 1633), der Tochter des Doktors, sowie Professors der Theologie und Pastors an der St. Thomaskirche Cornelius Becker (* 24. Oktober 1561 in Leipzig; † 25. Mai 1604 ebenda). Aus dieser Ehe ist eine Tochter bekannt, Rosina Elisabeth Horn (* 8. August 1659 in Leipzig; † 14. November 1707 ebenda) verh. 4. Dezember 1677 mit Daniel Griebner. Seine zweite Ehe ging er am 16. Februar 1661 mit Maria Schacher, der Tochter des Quirinus Schacher, der Witwe der Philipp Georg Pöckel, ein. Aus dieser Ehe ist eine Tochter Maria Magdalena Horn bekannt.